# Suck My Shirt
Suck My Shirt es el cuarto álbum de estudio de la banda de punk rock de Atlanta The Coathangers. Fue lanzado por Suicide Squeeze Records el 18 de marzo de 2014, recibiendo respuestas generalmente favorables.

## Lista de canciones
| N.º | Título                   | Duración |  |
| 1.  | «Follow Me»              | 3:52     |  |
| 2.  | «Shut Up»                | 2:10     |  |
| 3.  | «Springfield Cannonball» | 2:45     |  |
| 4.  | «Merry Go Round»         | 3:20     |  |
| 5.  | «Love Em and Leave Em»   | 3:30     |  |
| 6.  | «Zombie»                 | 4:30     |  |
| 7.  | «Smother»                | 2:57     |  |
| 8.  | «Dead Battery»           | 2:28     |  |
| 9.  | «Adderall»               | 3:42     |  |
| 10. | «Derek's Song»           | 2:43     |  |
| 11. | «I Wait»                 | 2:01     |  |
| 12. | «Drive»                  | 3:45     |  |